# Kirkwood (Kalifornija)
Kirkwood je naseljeno područje za statističke svrhe u američkoj saveznoj državi Kalifornija. Prema popisu stanovništva iz 2010. u njemu je živjelo 158 stanovnika.